# Kontyos lunda
A kontyos lunda (Fratercula cirrhata) a madarak osztályának lilealakúak (Charadriiformes) rendjébe és az alkafélék (Alcidae) családjába tartozó faj.

## Rendszerezése
A fajt Peter Simon Pallas német zoológus írta le 1769-ben, az Alca nembe Alca cirrhata néven.

## Előfordulása
A Csendes-óceán északi részének partvidékein és szigetein honos. A telet a nyílt óceánon tölti. Természetes élőhelyei az északi és mérsékelt övi gyepek, tengerpartok és a nyílt óceán. Vonuló faj.

## Megjelenése
Testhossza 41 centiméter. A csőre a párzási idénykor harsogóan színes, míg télen ezek a színek eltompulnak. Hosszú fehér kontyot visel az udvarláskor.
|  |  |

## Életmódja
Főleg halakkal, valamint tintahalakkal és krillekkel táplálkozik, melyre lemerülve vadászik.
|  |

## Szaporodása
Fészkét telepesen a sziklákra készíti és fűvel, tollakkal béleli ki. Fészekalja egyetlen tojásból áll.

## Természetvédelmi helyzete
Az elterjedési területe nagyon nagy, egyedszáma ugyan csökken, de még nem éri el a kritikus szintet csökken. A Természetvédelmi Világszövetség Vörös listáján nem fenyegetett fajként szerepel.